# Café de la Iberia
El Café de la Iberia se encontraba en la madrileña calle de Carrera de San Jerónimo desde el primer tercio del siglo XIX. Tuvo varias ubicaciones, en la última se encontraba ubicado justo en frente del edificio del Teatro Reina Victoria en el número 29 (de entonces) en los bajos del Palacio del Marqués de Santiago, justo casi esquina a Calle de Echegaray (entonces, del Lobo). Se trataba de un café en el que habitualmente se reunían los políticos de la época como fueron: Echegaray, Castelar, Martos, Cirilo Álvarez. Denominado por algunos: foco de conspiradores y periodistas. Los tertulianos se establecen desde las ocho á las doce de la noche siendo muy posible que esté con su aforo completo.

## Historia
Su nacimiento data del primer tercio del siglo XIX. En sus inicios se denominó Café del Sol y era propiedad de una viuda denominada Guillermina. En 1844 pasa a ser propiedad de Eulogio Gómez e introduce mejoras en el local. Su hijo hereda en 1873. En el periodo de finales del siglo XIX se estableció una de las sedes del Casino de Madrid. El café era famoso por tener un pequeño jardín en un patio interior situado al fondo en el que se celebraban actuaciones musicales, además de una sala de billares. Las reuniones políticas se realizaban en el Salón Central. El Café poseía servicios de restaurante. El café se cerró en 1910. Entre los personajes literarios asiduos a las tertulias se encuentra Benito Pérez Galdós y el biólogo Santiago Ramón y Cajal. En este Café se redactó el documento de la Junta Revolucionaria que declaró vacante el trono de España. Entre las especialidades culinarias que menciona Ramón Gómez de la Serna es que se ofrece gazpacho los veranos.